# Castell d'Arnedo
El castell d'Arnedo és una fortificació localitzada a la ciutat d'Arnedo (La Rioja). Domina la ciutat i el curs del riu Cidacos. Les primeres construccions defensives que es van construir en el pujol on avui dia es troba el castell es remunten a l'època romana. Després de la invasió àrab, aquests la van reconstruir —es creu que la data de construcció va ser el segle IX— sobre les restes anteriors una nova fortalesa defensiva. Durant l'Edat Mitjana va ser el castell més important de la regió i va passar de mans àrabs a cristianes i viceversa en diverses ocasions durant la Reconquesta.